# 青牛怪
青牛怪，又称青牛、青牛精，是中国古代传说中太上老君的坐骑。传说老子骑青牛西去过函谷关，留下五千字的《道德经》。后人常以青牛代指老子。青牛亦经常出现在明清小说中。

## 《玄中記》
“千岁树精为青羊，万岁树精为青牛，多出游人间。”其原始为植物崇拜，与祠庙信仰有关，六朝笔记再传青牛如《列异传》

## 《西游记》中的青牛
青牛在《西游记》中被称作兕大王、独角兕大王，是太上老君的坐骑，为一头独角兕。因看守它的童子偷吃了炼丹房中的“七返火丹”而昏睡，被它挣脱锁链逃到下界，来到金兜山金兜洞兴妖作怪。因豬八戒偷竊其洞府中的衣服，故抓起唐僧一行(孫悟空此時去請齋不在)。喜好鬥武，但武功被天兵天將認為不若孫悟空高(以點鋼槍對戰赤手空拳的孫悟空，仍無法取勝，反被打退洞中)，曾用“金刚琢”套走孙悟空的金箍棒；哪吒的六件神兵；托塔天王的宝刀；雷公的雷屑；火德星君的火器；十八罗汉的十八粒金丹砂；只有黄河河伯的水器沒被套走。最后如来佛祖暗示孙悟空，才使青牛被太上老君收回宫中。

## 《封神演义》中的青牛
青牛在《封神演义》中被称作板角青牛，老子曾骑着它下界助姜子牙破“诛仙阵”、“万仙阵”。

## 《东游记》中的青牛
青牛在《东游记》中，因为铁拐李和仙童们嬉戏时，解开它的缰勒，而逃到下界的大秦国兴妖作怪、驱逐国王、淫乱后宫，九天玄女下界与其大战，最后被老君收回宫中。

## 相關
- 道德天尊